# Jüdischer Friedhof (Hohenberge)

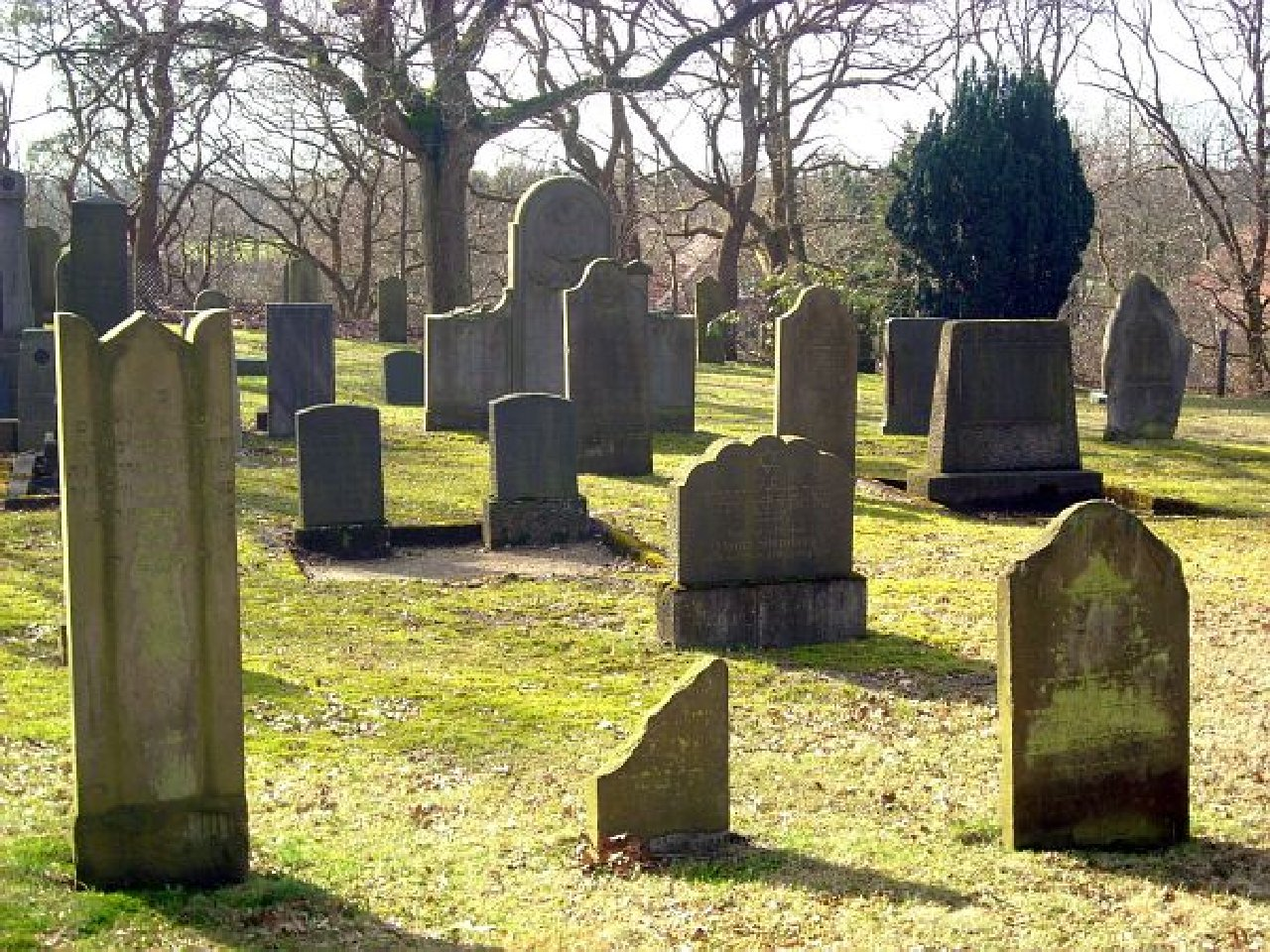
Jüdischer Friedhof in Varel

Der Jüdische Friedhof Hohenberge ist ein jüdischer Friedhof in der niedersächsischen Stadt Varel im Landkreis Friesland. 
Der 1822 m² große Friedhof, auf dem sich noch 121 Grabsteine befinden (bei der Erfassung 1978/79 befanden sich dort 120 Grabsteine, ein Grabstein wurde nach 1980 nachträglich von Familienangehörigen gesetzt), liegt an der Neuwangerooger Straße im Vareler Ortsteil Hohenberge, etwa drei Kilometer östlich der Stadtmitte. Er wurde von 1702 bis 1942 belegt, der älteste erhaltene Stein datiert von 1777.
Einige Grabsteine des Friedhofs wurden während des Zweiten Weltkriegs für den Bau der Flakstellungen in Schweiburg und am Vareler Hafen missbraucht, sie wurden nach dem Krieg zurück in den Friedhof gebracht.